# Wilson (Nova York)
Wilson és una població dels Estats Units a l'estat de Nova York. Segons el cens del 2000 tenia 5.840 habitants.

## Demografia
Segons el cens del 2000, Wilson tenia 1.213 habitants, 505 habitatges, i 348 famílies. La densitat de població era de 571,1 habitants per km².
Dels 505 habitatges en un 31,5% hi vivien nens de menys de 18 anys, en un 57,6% hi vivien parelles casades, en un 0% dones solteres, i en un 30,9% no eren unitats familiars. En el 28,1% dels habitatges hi vivien persones soles el 14,5% de les quals corresponia a persones de 65 anys o més que vivien soles. El nombre mitjà de persones vivint en cada habitatge era de 2,4 i el nombre mitjà de persones que vivien en cada família era de 2,95.
Per edats la població es repartia de la següent manera: un 24,1% tenia menys de 18 anys, un 5,5% entre 18 i 24, un 25,1% entre 25 i 44, un 27,9% de 45 a 60 i un 17,3% 65 anys o més.
L'edat mediana era de 41 anys. Per cada 100 dones de 18 o més anys hi havia 87,6 homes.
La renda mediana per habitatge era de 36.534 $ i la renda mediana per família de 42.656 $. Els homes tenien una renda mediana de 37.692 $ mentre que les dones 22.419 $. La renda per capita de la població era de 19.175 $. Entorn del 3,7% de les famílies i el 4,6% de la població estaven per davall del llindar de pobresa.